# Cerrado típico

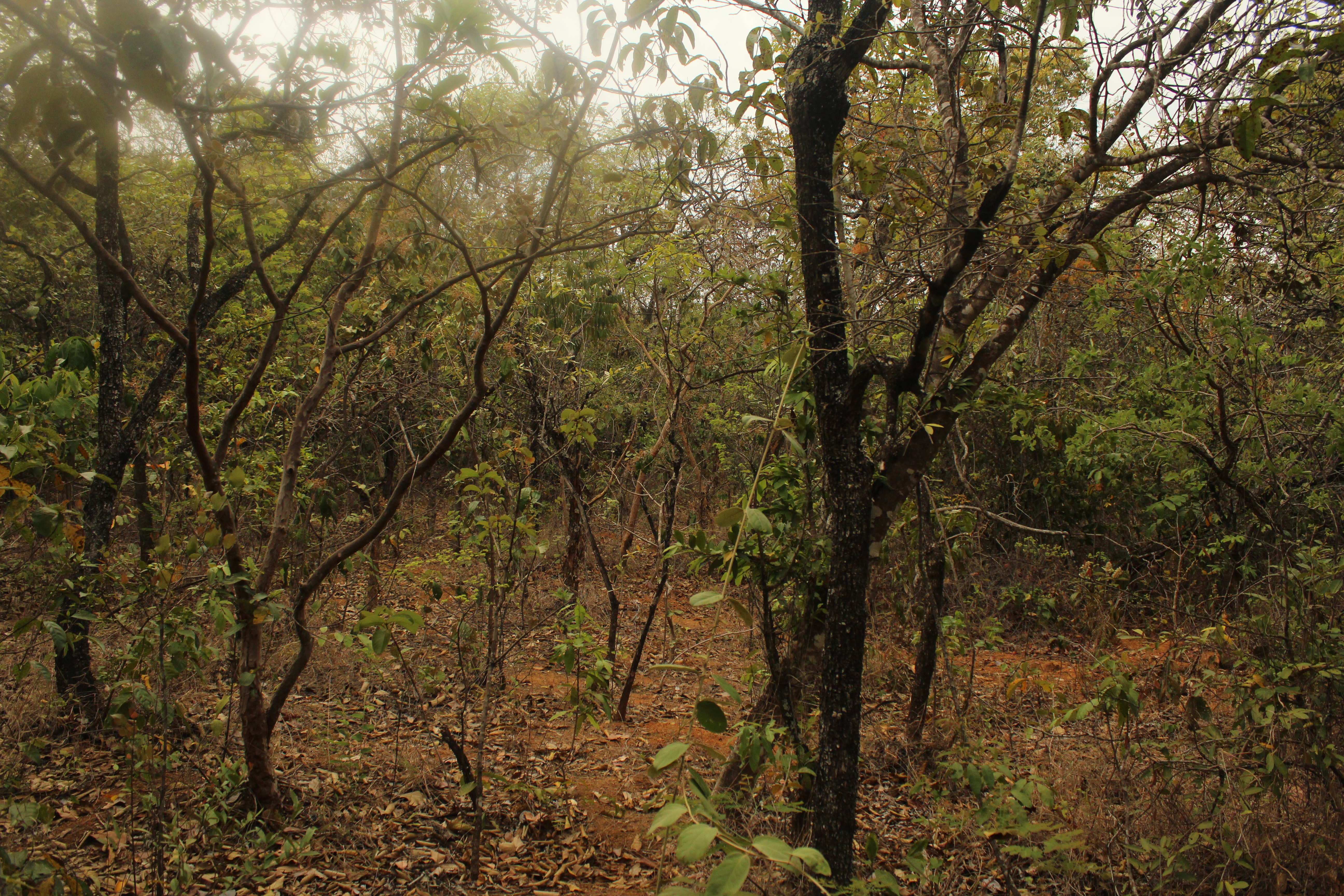
Interior de cerrado típico na Floresta Nacional de Paraopeba, MG.

O Cerrado stricto sensu é considerado a savana brasileira, sendo a principal fitofisionomia savânica que ocorre no domínio do Cerrado. Ele é subdividido em Cerrado Denso, Cerrado Típico, Cerrado Ralo e Cerrado Rupestre, com base nas densidades dos componentes arbustivo-arbóreo e subarbustivo-herbáceo e nas propriedades do substrato. As três primeiras subdivisões de savana apresentam maior similaridade florística e ocorrem em solos profundos com cobertura vegetal variando de 70% a 5%, respectivamente. O Cerrado Rupestre é a subdivisão mais rara e desconhecida, ocorrendo em menor proporção em afloramentos rochosos, geralmente em altitudes mais elevadas.
Caracteriza-se pela presença de árvores baixas, inclinadas e tortuosas, de tronco fino, com ramificações irregulares e retorcidas, geralmente com evidências de queimadas, e presença de grande quantidade de gramíneas no sub-bosque.

## Conceito

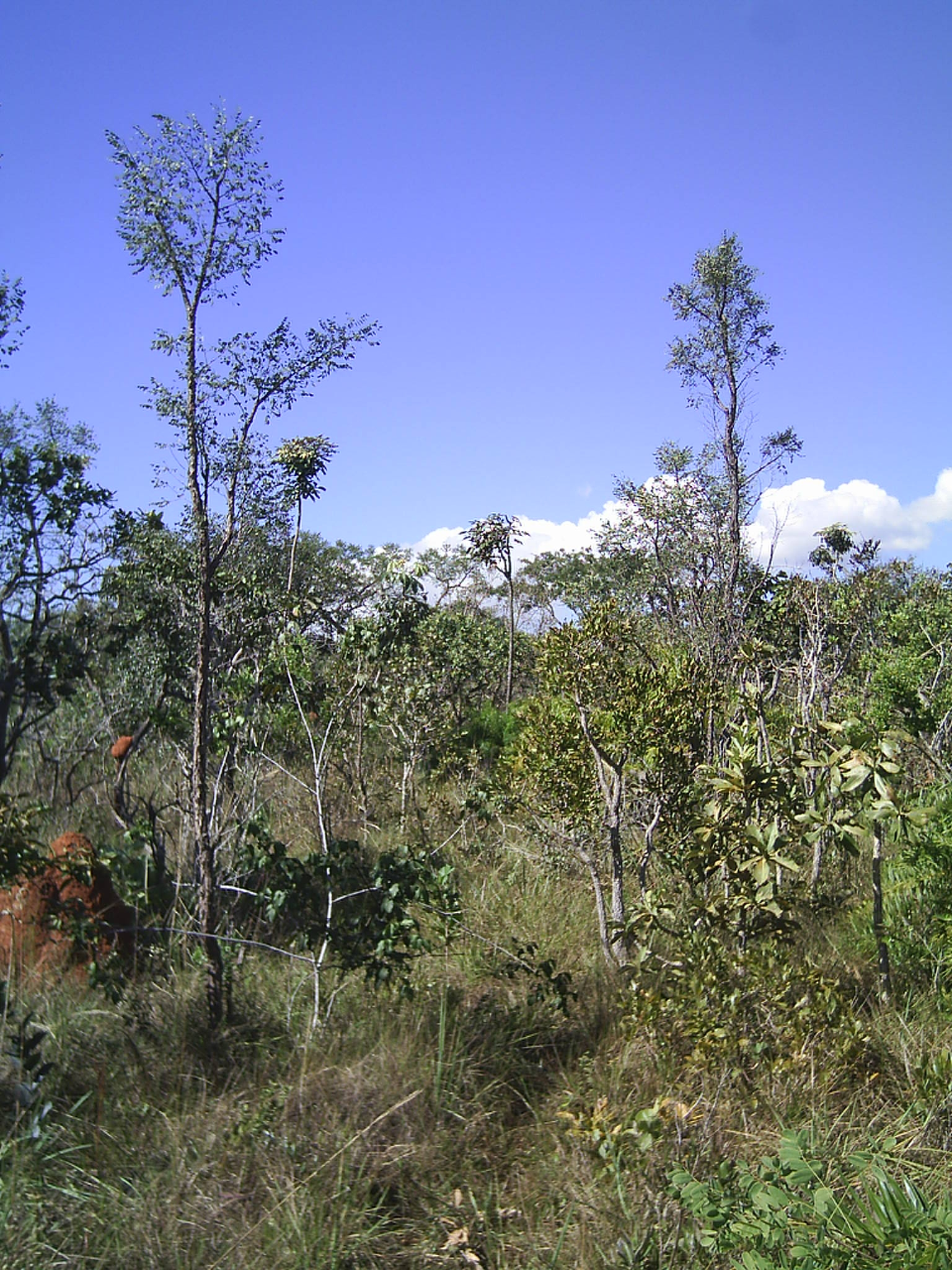
Aspecto da vegetação de Cerrado sensu stricto, Brasil.

O solo é um fator essencial para o crescimento e desenvolvimento da vegetação, pois é a fonte de nutrientes que será utilizada no metabolismo da planta. Para que o vegetal possa crescer e se desenvolver adequadamente é necessário ser eficiente na absorção e utilização dos minerais disponibilizados.
A eficiência nutricional é a capacidade que uma planta tem de absorver e utilizar os nutrientes disponíveis. Assumindo este conceito, plantas com alta capacidade de absorção e utilização de nutrientes, conseguem ter maior produtividade primária. Assim quando há a dificuldade de obter esses nutrientes, por vários fatores, principalmente os que serão apresentados mais a diante, essas plantas reduzem sua eficiência, pois são encontradas com déficit nutricional.
O Cerrado é considerado um mosaico de biomas, e o solo, em geral, é classificado como latossolo, ácido e distrófico, apresentando baixa concentração de nutrientes (N, P, K, Ca, Mg), além da alta saturação de alumínio.
A deficiência nutricional é um fator que caracteriza bastante a vegetação dos biomas savânicos do Cerrado. A baixa concentração de nutrientes e alta concentração de alumínio no solo, contribuem para a baixa produção de biomassa aérea das plantas (crescimento), causando o escleromorfismo da vegetação nativa e também influencia na baixa produção de serrapilheira ao longo do ano,  quando considerado os biomas savânicos do Cerrado. Haridasan (2000) exemplificou isso, quando observou no Cerrado (bioma) uma produção de serrapilheira de apenas de 2 a 3 mg h-1 ano 1 enquanto que no Cerradão a produção era maior, chegando a  7,8 mg h-1 ano 1, isso por que o Cerradão caracteriza-se por apresentar um dossel contínuo com árvores  de grande porte (8 a 15 metros). Já no Cerrado (bioma) há o predomínio das gramíneas.

## Descrição

### Principais fatores que afetam a disponibilidade dos nutrientes

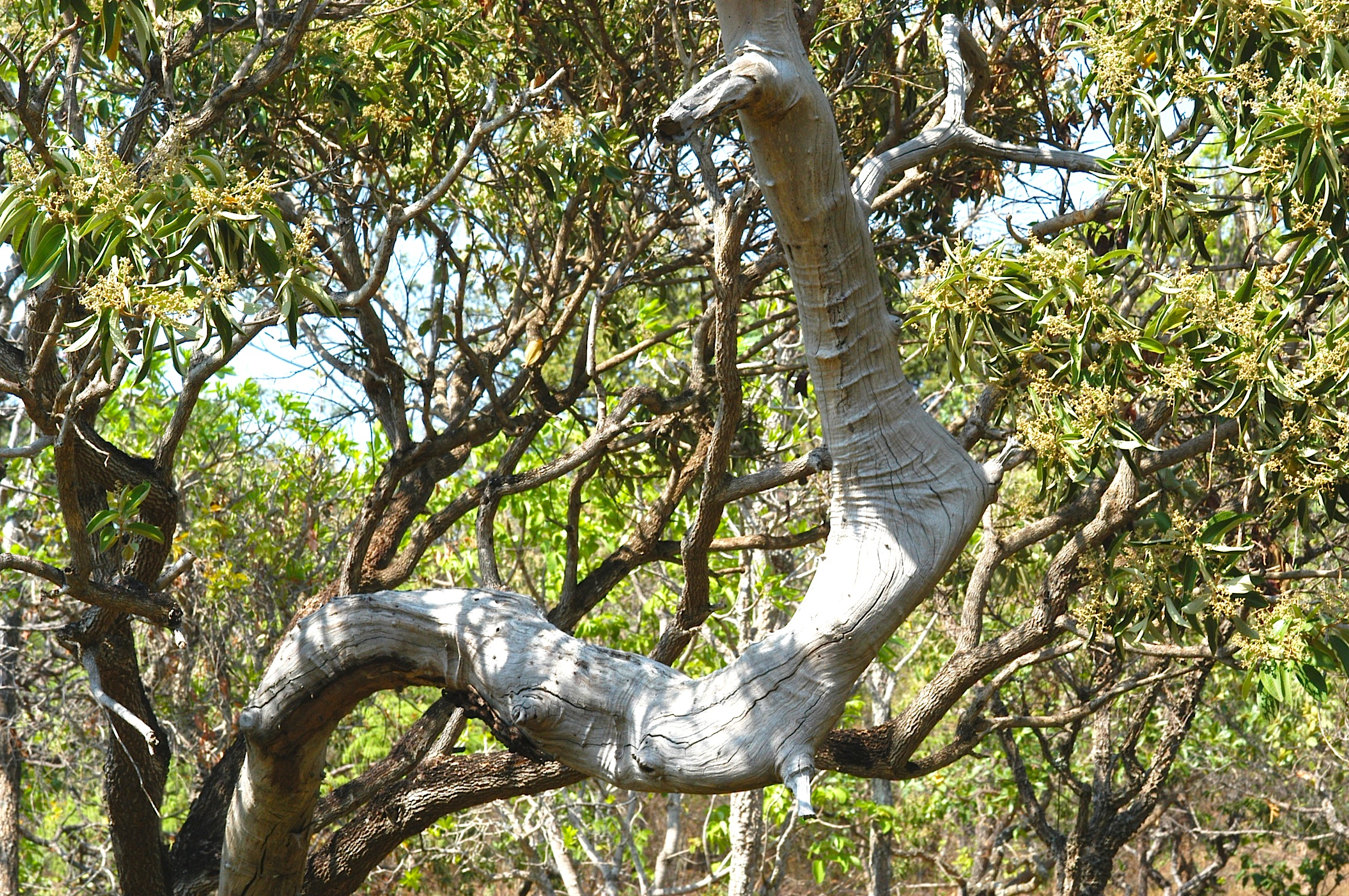
Uma árvore com caule retorcido, característica típica do cerrado (região de Brasília, DF).

- O material de origem do solo;
- O pH;
- Regime hídrico e
- Matéria orgânica.[6]

### Material de Origem do Solo
O Cerrado é considerado um mosaico de biomas, apresentando as mais variadas fisionomias, onde a vegetação é definida por climas variados, por solos oriundos de diferentes rochas de origem, além de fatores edáficos que definem este mosaico, como a drenagem, a fertilidade, a profundidade efetiva, dentre outros.
O tipo de solo predominante no bioma Cerrado é o latossolo, que é caracterizado por ser um solo profundo, bem drenado e altamente intemperizado (processo causado por diversos fatores que levam a diminuição da fertilidade do solo por perda de nutrientes) com elevado potencial de lixiviação (processo causado pela chuva que ao penetrar no solo, leva consigo elementos químicos essenciais).
Muitos nutrientes fundamentais (N, K, P, S, Ca, Mg) para o desenvolvimento das plantas são escassos em solos profundos como o latossolo. Esta escassez de nutrientes se deve ao fato de que os materiais vindos da rocha-mãe são de baixo nível nutricional, e ainda, esses poucos nutrientes são perdidos por meio da ação do intemperismo e da lixiviação. 
 
Com a deficiência nutricional, as plantas não conseguem reservar nutrientes em sua biomassa aérea. Em florestas, por exemplo, estes estoques são importantes quando utilizados em uma sucessão secundária, onde são usados para reflorestamento do local afetado. No Cerrado isto não ocorre, pois a maior parte da biomassa da vegetação está sob o solo.
A falta de nutrientes essenciais afeta a produção de serrapilheira ao longo do ano, uma vez que a reciclagem da biomassa aérea é mais lenta e as folhas permanecem por mais tempo na planta para que assim o vegetal diminua os custos de investimento na produção de mais biomassa.
Dessa forma, o material originado da rocha-mãe influencia na quantidade de nutrientes que serão dispostos para as plantas, pois é este material que constituirá o solo. Se o solo não fornece às plantas os nutrientes fundamentais, estas espécies vegetais se desenvolverão com dificuldade. Esse fator juntamente com a acidez e a alta quantidade de alumínio no solo, favorece o escleromorfismo oligotrófico, para Arens (Id.), a falta de nutrientes para as plantas limita o uso dos produtos que realizam a fotossíntese, os quais ficam acumulados e geram um excesso de carboidratos que serão eliminados sob a forma de uma membrana espessa de celulose, em determinadas partes da planta, provocando-lhe o aspecto escleromórfico. Isso se observa em muitas espécies nativas do Cerrado sensu stricto como exemplo: Kielmeyera coriacea (pau-santo), Hancornia speciosa (mangaba), Brasimum gaudichaudii (mama-cadela),  e o famoso  pequi (Cariocar brasiliense).

### pH
O Cerrado apresenta um pH ácido, variando de 4.3 a 6.2 aproximadamente. Isto ocorre pelo fato de que no latossolo do Cerrado há altas quantidades de alumínio e há baixa disponibilidade de nutrientes essenciais, tais como, o fósforo, o cálcio, o magnésio, potássio, zinco, uma vez que, por exemplo, o principal mecanismo de fixação do fósforo no solo acontece quando o pH é baixo e procede através da precipitação de fósforo (P) com alumínio (Al) e ferro (Fe) para que esse elemento fique disponível para ciclagem.

Caso o pH seja alto ocorrerá a formação de fosfatos cálcicos insolúveis tornando os nutrientes essenciais indisponíveis para a ciclagem, e pode diminuir a absorção de micronutrientes (nutrientes menos necessários) como o ferro (Fe), Cobre (Co) e outros.
A alteração do pH do solo causa dois problemas principais: influencia na indisponibilidade dos nutrientes, como no caso do fósforo; e gera a toxicidade de determinados elementos, tais como o alumínio, onde a sua toxicidade é severa quando o pH está abaixo de 5.0. Coincidentemente, o bioma Cerrado tem como característica o solo ácido, então essa situação se torna comum, inibindo assim, a formação normal da raiz; há interferência nas reações enzimáticas e na absorção de nutrientes por parte do vegetal. Isto gera reflexos negativos na produtividade primária.

### Regime Hídrico
O regime hídrico, ao mesmo tempo em que auxilia na deficiência de nutrientes (uma vez que propicia o processo de lixiviação), também é importante para a eficiência nutricional da planta, uma vez que é no ambiente aquoso que ocorrem vários processos fisiológicos da planta, como transporte de nutrientes, fotossíntese, fixação biológica de nitrogênio, dentre outros (Hsaio, 1973). E estudos feitos por Fageria (1998) referente à otimização da eficiência nutricional confirmou que devido à ausência de água (deficiência hídrica), as plantas diminuíram a fixação de nitrogênio, e por consequência, a sua eficiência nutricional, já que esse elemento químico tem um papel importante na nutrição da planta.
 
A região do bioma Cerrado é bastante influenciada pelo regime de precipitações, uma vez que há cerca de seis meses de seca, onde as espécies vegetais precisam se proteger para não morrerem dessecadas; e há cerca de cinco a seis meses chuvosos, com água abundante.

### Matéria Orgânica
Com relação à matéria orgânica, ela influencia na eficiência nutricional, já que está relacionada às diversas propriedades físicas, químicas e biológicas do solo, onde permite o aumento da capacidade de absorção de cátions, aumentando assim, a fertilidade do solo.
A matéria orgânica fornece energia suficiente para a atuação de micro-organismos no solo; reduz a erosão; estabiliza a temperatura, pois bloqueia a incidência direta dos raios solares na camada superficial do solo; aumenta a capacidade de retenção de água, proporcionando maior umidade para o solo.
Contudo, é característica do latossolo do bioma Cerrado não acumular grandes quantidades de matéria orgânica pelo fato da elevada taxa de decomposição e não acumular material orgânico em camadas mais superficiais deste solo, contribuindo para a deficiência de nutrientes.

### Aumento na Eficiência Nutricional

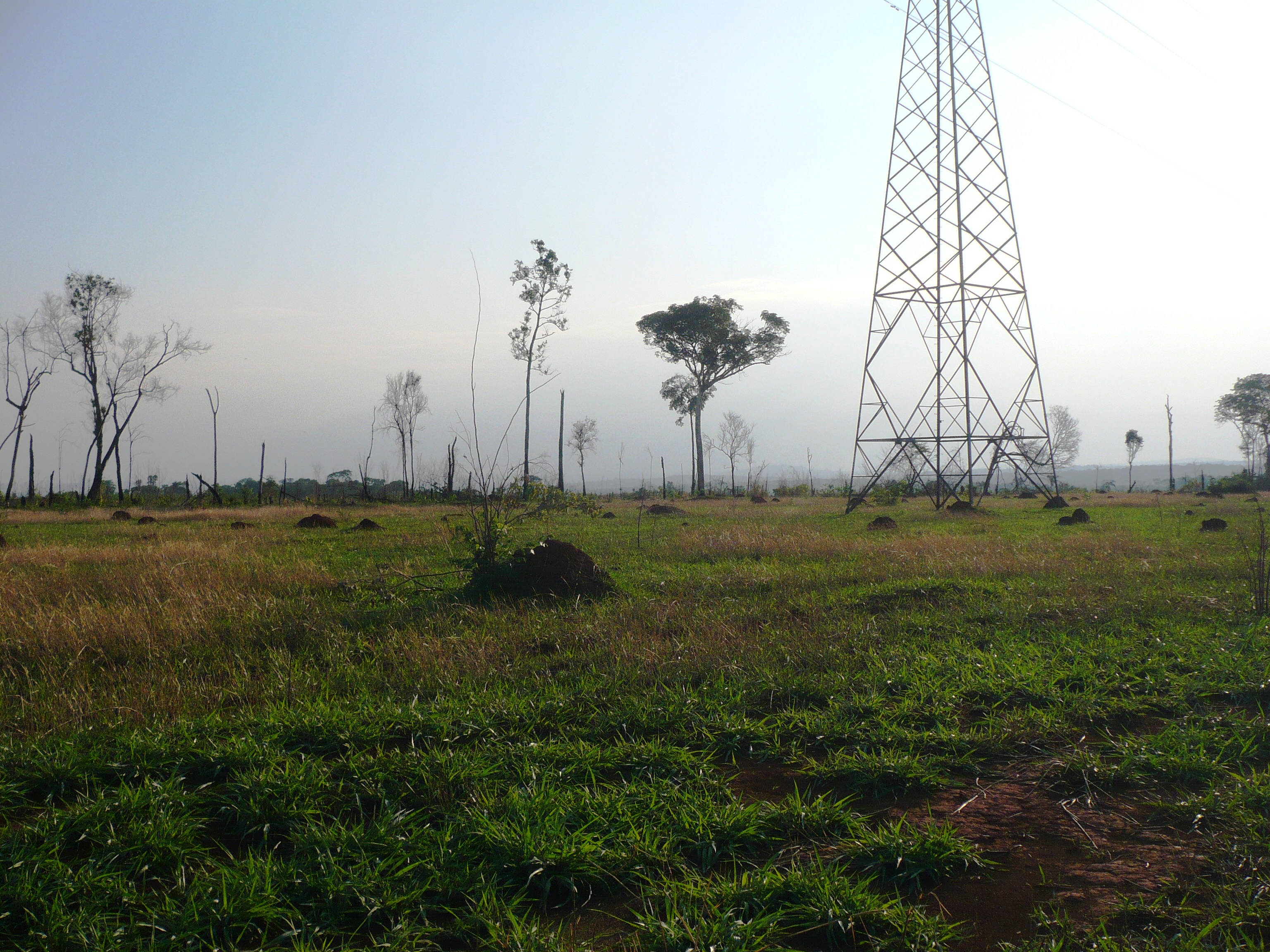
Área de Cerrado com influência antrópica em Goiânia, GO.

Apesar do latossolo do bioma Cerrado ser distrófico, ácido e com alta concentração de alumínio, as espécies nativas sobrevivem neste solo oligotrófico, por conta de adaptações que apresentam em detrimento do clima, solo, etc. Pode-se citar como uma adaptação, a capacidade de absorver alumínio, nutriente abundante nos solos do bioma Cerrado.
Muitos pesquisadores como Haridasan (2000) acreditam que a baixa fertilidade, a toxicidade e a acidez do latossolo do Cerrado no passado foram determinantes para a variedade de fisionomias observadas no Cerrado atual e que o escleromorfismo tem uma grande relação com a toxidade de alumínio. Contudo, outros pesquisadores como Alvim e Araújo (1952) já discordam, estes acreditam que a fertilidade do solo e a distribuição dos nutrientes sejam os fatores principais para a baixa produtividade, propondo assim, outros fatores edáficos (profundidade efetiva do solo, presença de concreções) como barreiras para o crescimento das raízes, além do regime hídrico do solo, que desempenha papel primordial na distribuição das espécies e das fisionomias vegetais.

Haridassan (2000) realizou medições e comparações da quantidade de biomassa aérea e da quantidade de nutrientes disponíveis entre espécies dos biomas Cerrado, Floresta Temperada e Floresta Amazônica. Foi constatado que as espécies nativas do Cerrado possuem quantidade bem menor de biomassa aérea e são mais pobres em nutrientes que as demais. Os pesquisadores indicaram que a principal causa para esta diferença é a deficiência de nutrientes no solo.
Para comprovar esta hipótese, Haridassan (2008) cultivou espécies nativas da Amazônia na região dos cerrados, fornecendo nutrientes adicionais por meio de fertilização. Observou-se que as espécies se desenvolveram normalmente, mesmo habitando solos distróficos, ácidos e com alumínio acumulado. Foram realizados testes como calagem e fertilização do latossolo ácido e depois cultivadas espécies nativas do Cerrado para verificar o seu desenvolvimento. Como resposta, as espécies responderam muito bem à calagem e a fertilização, contudo os pesquisadores ainda não sabem qual será o efeito em longo prazo deste cálcio inserido no solo, além dos fertilizantes.
Hoje se sabe que os sintomas de toxicidade e deficiência nutricional são semelhantes. Porém antes, pesquisadores associavam a deficiência nutricional como decorrência da toxicidade do alumínio Goodland e Pollard (1978). Contudo, (Haridasan, 1982) conseguiu observar a partir de dados referente a concentração foliar de alumínio (Al) e de nutrientes essenciais, que as espécies vegetais nativas, poderiam acumular em seus tecidos alumínio, absorvendo  grandes quantidades deste elemento e transportando-os  para  várias partes da planta como as folhas e sementes, porém até hoje não há comprovação desses elementos acumulados no metabolismo das plantas. O alumínio não interfere no crescimento nem no desenvolvimento das mesmas.
Quanto à grande concentração de alumínio no solo do Cerrado, as plantas nativas respondem de forma positiva a essas condições, essas espécies de plantas costumam ter um alto valor de importância (VI), ou seja, costumam ter uma grande importância ecologia no meio em que se encontra, devido a possuírem adaptação favorável ao ambiente em que habitam.
Goodland (1972), Ferri (1963) e Loveless (1961) concluem que a carência mineral tem profunda influência, seja na morfologia ou na fisionomia da vegetação do Cerrado.